# Joseph Pfleger (homme politique, 1872-1964)
Pour les articles homonymes, voir Pfleger.
Ne doit pas être confondu avec Joseph Pfleger (homme politique, 1873).
Franz Joseph Pfleger (né le 31 août 1872 à Pressath et mort le 4 février 1964 à Weiden in der Oberpfalz) est un avocat et homme politique allemand ( BVP, Zentrum, CSU). On le retrouve également sous le nom de Franz Josef Pfleger, Franz Pfleger et Josef Pfleger.

## Biographie
Pfleger est le fils d'un fermier et homme d'affaires de Pressath, où il étudie à l'école primaire de 1878 à 1883. Puis il a assisté au lycée royal humaniste d'Amberg (de), où il passe l'Abitur en 1891, puis entre à l'Université de Munich. Il étudie le droit et les sciences politiques et obtient son doctorat en 1896 au sujet des résultats réels du Reichsbörsenenquete . Après avoir obtenu son diplôme, il travaille comme avocat à Weiden à partir de 1899. Pfleger est cofondateur du fabricant de porcelaine Bavaria AG Ullersricht, inscrit au registre du commerce en février 1920.

### République de Weimar

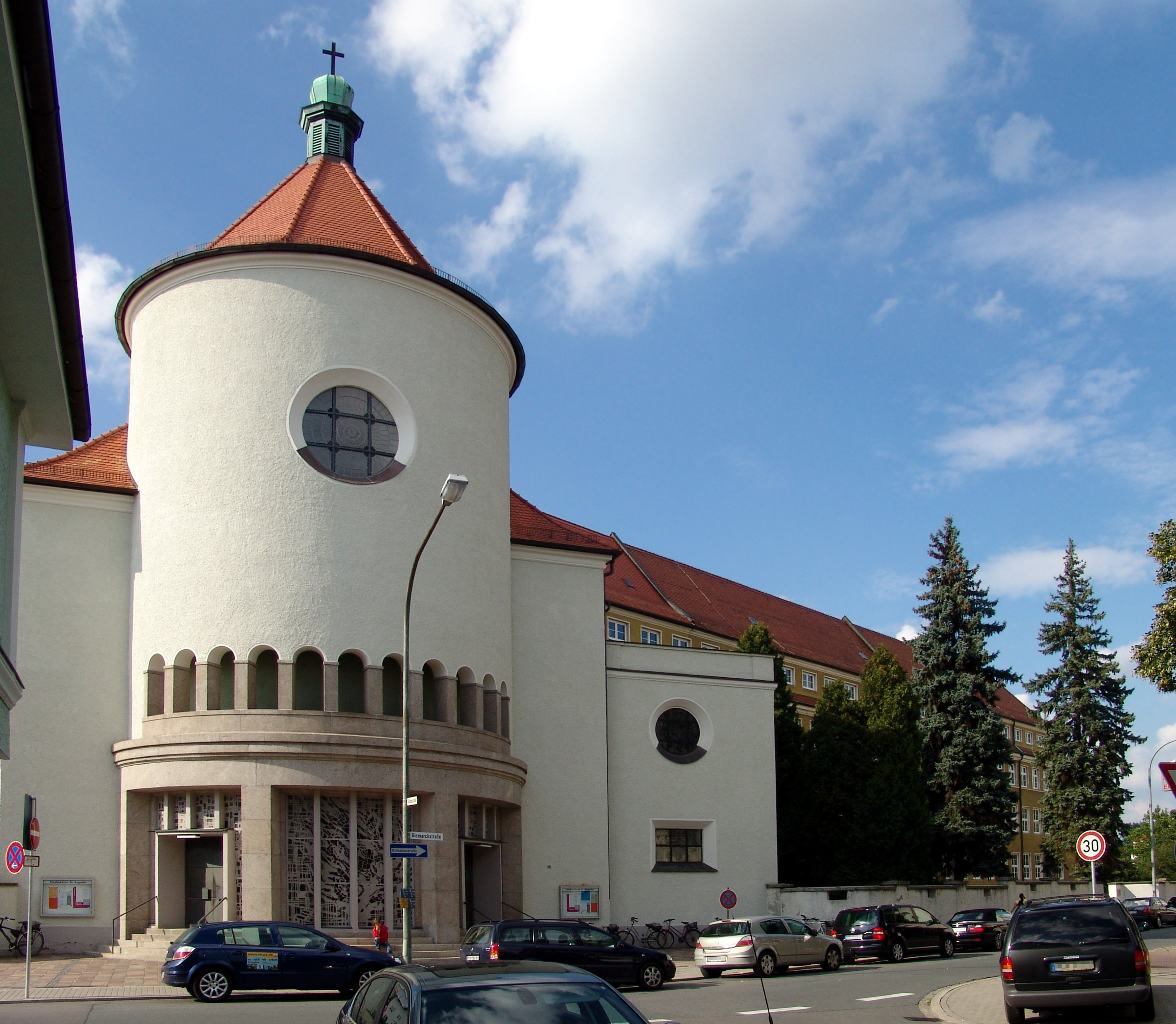
Ancienne église Saint-Augustin avec un monastère attenant et également fermé et un séminaire d'étude, que Pfleger a soutenu tout au long de sa vie.

Pfleger a écrit plusieurs essais et articles. En tant que membre du Zentrum, il est député du Reichstag pour la première fois de 1912 à 1918, dans lequel il représente la 5e circonscription du Haut-Palatinat (Neustadt an der Waldnaab) et plus tard en tant que membre du Parti populaire bavarois pour la 25e circonscription (Basse-Bavière) de 1924 à 1933 et aussi de 1924 à 1928 au parlement de l'état bavarois (de). Pendant ce temps, il commence son engagement de toute une vie au séminaire d'étude catholique Saint-Augustin à Weiden.

### Période du national-socialisme
À l'époque nazie, Pfleger continue à travailler comme avocat. Puisqu'il représente également des juifs dans sa pratique, son bureau et son appartement sont dévastés dans le cadre des pogroms de novembre 1938 (Reichskristallnacht) et Pfleger est arrêté à plusieurs reprises. Le maire par intérim de Weiden Hans Harbauer (de) demande qu'une procédure soit engagée et qu'il soit rayé de la liste des avocats. En 1943, il est mis à la retraite d'office par décret du ministre de la Justice du Reich, et en 1944 sa licence lui est retirée.

### Après-guerre
Après la guerre, il rejoint la CSU et le 22 mai 1945, avec l'approbation des sociaux-démocrates, le commandant de la 11e division blindée américaine (gouvernement militaire américain) avec l'approbation des sociaux-démocrates, le nomme provisoirement premier maire de la ville de Weiden. Lorsqu'il est initialement contacté pour des négociations à ce sujet, M. Pfleger s'est montré clairement déstabilisé et prudent. Le serrurier Nikolaus Rott (SPD) devient provisoirement le deuxième maire. Les conseillers sont Xaver Heuberger et Gottlieb Linz (tous deux refondateurs ultérieurs du SPD de Weiden). En juin 1946, il est élu maire par le conseil municipal élu et le reste jusqu'en juin 1948. Il est membre de l'assemblée constituante de l'État de Bavière et, à partir de 1946, président d'âge de l'assemblée de l'État de Bavière.
À partir de 1948, il travaille de nouveau comme avocat. Son fils Franz (de) rejoint plus tard son bureau. 
Joseph Pfleger décède à l'âge de 92 ans. Sa petite-fille Anne, mariée à Brünnig, est désormais la troisième génération du cabinet d'avocats à travailler pour le cabinet.

## Prix/honneurs
- 1927: Membre honoraire du séminaire d'étude catholique Saint-Augustin, Weiden
- 4 juillet 1952: Chevalier de l'Ordre du Mérite de la République fédérale d'Allemagne
- 27 mars 1953: Citoyenneté d'honneur de la ville de Weiden
- Dénomination de Dr.-Pfleger-Straße, Weiden